# Northia (Buccinidae)
Northia  là một chi ốc biển cỡ lớn, là động vật thân mềm chân bụng sống ở biển trong họ Buccinidae.

## Các loài
According to the Cơ sở dữ liệu sinh vật biển (WoRMS), the following species with valid names are gồm cód withtrong genus Northia :
- Northia northiae (Griffith & Pidgeon (ex. Gray MS), 1834)
- Northia pristis (Deshayes, G.P. in Lamarck, J.B.P.A. de, 1844) [2]

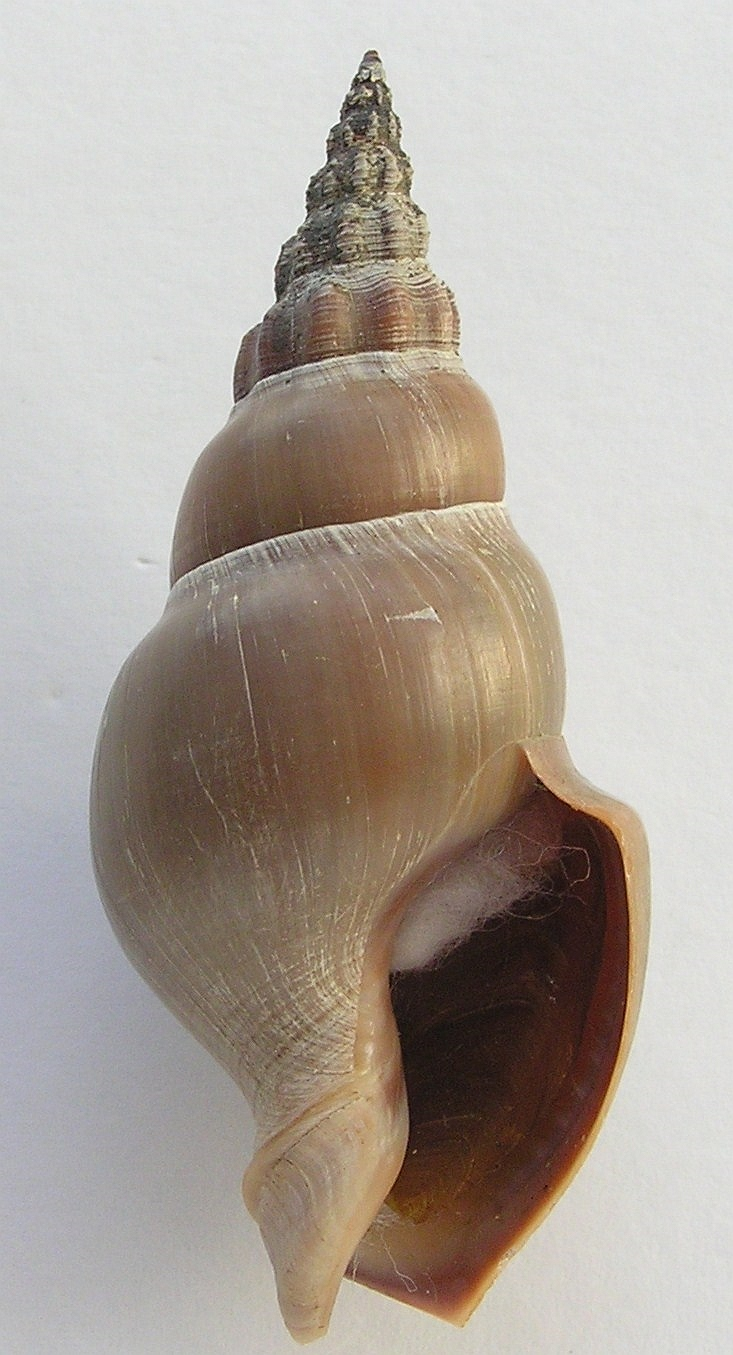
Northia northiae